# Njomda
Die Njomda (russisch Нёмда, manchmal auch als Nemda von russisch Немда transkribiert) ist ein 146 km langer linker Nebenfluss der Wolga in der Oblast Kostroma und der Oblast Iwanowo im europäischen Teil Russlands.

## Beschreibung
Die Njomda entspringt am südlichen Rand der Galitscher Höhen, etwa 4 km westlich des Selo Palkino im westlichen Zentrum der Oblast Kostroma. Von dort fließt sie stark mäandrierend in Richtung Süden durch den von Wäldern dominierten südwestlichen Teil der Oblast.
Entlang des Laufes der Njomda in der Oblast Kostroma liegen nur kleinere Ortschaften, darunter Kady, das Zentrum des Kadyjski rajon. Unterhalb von Kady ist die Njomda schiffbar, da ab hier der Rückstau des Gorkier Stausees den Fluss beeinflusst.
Kurz nachdem sie die Grenze zur Oblast Iwanowo überquert hat, erreicht die Njomda die zum Gorkier Stausee aufgestaute Wolga. Am rechten Ufer der Mündung befindet sich das Dorf Sawraschje, Geburtsort des sowjetischen Filmregisseurs Andrei Arsenjewitsch Tarkowski.
Die Njomda wird vorwiegend von Schmelzwasser gespeist und ist durchschnittlich von November bis Mitte April gefroren.